# Seznam památných stromů v okrese Jičín
Toto je seznam památných stromů v okrese Jičín, v němž jsou uvedeny památné stromy na území okresu Jičín.
| Název                                   | Obrázek             | Umístění                                                 | Druh                                                                                         | Obvod [v cm] | Kód wikidata     | Galerie                                                              | Poznámka |
| --------------------------------------- | ------------------- | -------------------------------------------------------- | -------------------------------------------------------------------------------------------- | --- | ---------------- | -------------------------------------------------------------------- | --- |
| Javory v Boháňce †                      |                     | Boháňka 50°21′50″ s. š., 15°42′26″ v. d.                 | javor klen (2)                                                                               | | 101531 Q12024305 | Kategorie „Kleny v Boháňce“ na Wikimedia Commons                     | Dva stromy u křižovatky silnic Boháňka-Chloumek-Maňovice. Ochrana zrušena 14. června 2023. |
| Lípa v Podemládí                        |                     | Borek u Miletína 50°26′45″ s. š., 15°39′32″ v. d.        | lípa malolistá                                                                               | | 104948 Q26789560 |                                                                      | Na louce před samotou |
| Dub u Čejkova rybníka                   |                     | Brodek 50°21′56″ s. š., 15°11′11″ v. d.                  | dub letní                                                                                    | | 104959 Q26789573 | Kategorie „Dub u Čejkova rybníka“ na Wikimedia Commons               | Asi 2 km od obce Dětenice na hrázi Čejkova rybníka u obce Kozodírky |
| Erbenův dub                             | Dub letní           | Brtev 50°25′21″ s. š., 15°36′20″ v. d.                   | dub letní                                                                                    | | 104960 Q11879117 | Kategorie „Erbenův dub“ na Wikimedia Commons                         | Na hrázi rybníka Byšičky, cca 2,5 km východně od Lázní Bělohrad |
| Janouškovy buky                         |                     | Butoves 50°23′20″ s. š., 15°25′34″ v. d.                 | buk lesní (2)                                                                                | & Chyba ve výrazu: Neočekávaný operátor / Chyba ve výrazu: Neočekávaný operátor / Chyba ve výrazu: Neočekávaný operátor / Chyba ve výrazu: Neočekávaný operátor / Chyba ve výrazu: Neočekávaný operátor / Chyba ve výrazu: Neočekávaný operátor / Chyba ve výrazu: Neočekávaný operátor / Chyba ve výrazu: Neočekávaný operátor / Chyba ve výrazu: Neočekávaný operátor / Chyba ve výrazu: Neočekávaný operátor / Chyba ve výrazu: Neočekávaný operátor / Chyba ve výrazu: Neočekávaný operátor / Chyba ve výrazu: Neočekávaný operátor / Chyba ve výrazu: Neočekávaný operátor / Chyba ve výrazu: Neočekávaný operátor / -1.0000-0 | 106503           |                                                                      | Na zahradě domu čp. 45 v obci Butoves. |
| Javor klen u Cerekvice                  |                     | Cerekvice nad Bystřicí 50°19′46″ s. š., 15°43′10″ v. d.  | javor klen                                                                                   | 345 | 101530 Q12024261 | Kategorie „Javor klen u Cerekvice nad Bystřicí“ na Wikimedia Commons | Na rozcestí silnic od žel. stanice Cerekvice do Cerekvice a Třebovětic, jediný pozůstatek obory                                                                                                   |
| Lípy ve Svatogothardské Lhotě           |                     | Doubrava 50°21′41″ s. š., 15°39′40″ v. d.                | lípa malolistá (4)                                                                           | | 101523 Q26779266 | Kategorie „Svatogothardské lípy“ na Wikimedia Commons                | Čtyři památní stromy ve Svatogothardské Lhotě u křížku |
| Holovouská lípa                         |                     | Holovousy v Podkrkonoší 50°22′31″ s. š., 15°34′46″ v. d. | lípa malolistá                                                                               | 415 | 101529 Q26787064 |                                                                      | Východně od zámeckého parku u skladu ovoce |
| Tis u zámku v Hořicích                  |                     | Hořice 50°22′13″ s. š., 15°38′8″ v. d.                   | Tis obecný                                                                                   | 215 | 106084 Q26790726 | Kategorie „Tis u zámku v Hořicích“ na Wikimedia Commons              | v areálu zámečku v Hořicích |
| Lípa velkolistá v Hrobičanech †         |                     | Hrobičany 50°18′30″ s. š., 15°26′4″ v. d.                | lípa velkolistá                                                                              | 395 | 104958 Q26789572 |                                                                      | V blízkosti obytného domu čp. 20. V roce 2015 došlo při noční bouřce k rozlomení kmene stromu a následnému vyvrácení. Ochrana byla zrušena 6. prosince 2023.                                      |
| Platan u starých městských lázní        |                     | Jičín 50°26′18″ s. š., 15°20′58″ v. d.                   | platan javorolistý                                                                           | 401 | 106502           |                                                                      | V zahradě objektu bývalých městských lázní čp. 133. |
| Valdštejnova alej                       |                     | Jičín                                                    | lípa malolistá                                                                               | |                  | Kategorie „Valdštejnova alej“ na Wikimedia Commons                   | |
| Jivanská lípa †                         |                     | Jivany 50°31′4″ s. š., 15°17′52″ v. d.                   | lípa malolistá                                                                               | 460 | 105016 Q26789618 |                                                                      | Na soukromém pozemku u bývalého mlýna v obci Libuň – Jivany. Ochrana zrušena 19. srpna 2022 |
| Borovice u Pecky                        |                     | Kal 50°28′19″ s. š., 15°37′23″ v. d.                     | borovice lesní                                                                               | 180 | 101527 Q11232475 | Kategorie „Borovice u Pecky“ na Wikimedia Commons                    | V poli při silnici z Pecky do Vidonic, místní název " U borovičky". |
| Kostelecká lípa                         |                     | Kostelec u Jičíněvsi 50°22′53″ s. š., 15°19′37″ v. d.    | lípa malolistá                                                                               | 409 | 104950 Q26789563 | Kategorie „Kostelecká lípa“ na Wikimedia Commons                     | V obci u Kostela Nanebevzetí Panny Marie. Lípa má tři hlavní větve, možná Tilia x vulgaris, protáhlé plody bez žebernatosti, chloupky na listech rezavé, zdravá.                                  |
| Kovačský jasan                          |                     | Kovač 50°23′48″ s. š., 15°28′12″ v. d.                   | jasan ztepilý                                                                                | 530 | 106501           |                                                                      | Na volném prostranství v místě bývalé tvrze. |
| Bělohradský buk                         |                     | Lázně Bělohrad 50°25′45″ s. š., 15°34′51″ v. d.          | buk lesní                                                                                    | 470 | 105015 Q26789617 |                                                                      | Na okraji zámeckého parku mimo hlavní areál, mezi mateřskou školkou a zámkem |
| Duřtův dub                              |                     | Libáň 50°22′35″ s. š., 15°12′56″ v. d.                   | dub letní                                                                                    | 415 | 105042 Q26789636 |                                                                      | Na soukromém pozemku v obci Libáň |
| Kozodírský dub                          |                     | Libáň 50°22′13″ s. š., 15°11′27″ v. d.                   | dub letní                                                                                    | 346 | 105068 Q26789651 |                                                                      | Po pravé straně cesty proti domu čp. 18 v Kozodírkách |
| Libáňská borovice                       |                     | Libáň 50°23′4″ s. š., 15°14′4″ v. d.                     | borovice lesní                                                                               | 300 | 101528 Q12033438 | Kategorie „Libáňská borovice“ na Wikimedia Commons                   | Střed cesty z Libáně do Bystřice polní cestou na sever, pod vrchem Libáň |
| Libáňská lípa                           |                     | Libáň 50°23′7″ s. š., 15°14′12″ v. d.                    | lípa malolistá                                                                               | 376 | 105553 Q12033440 |                                                                      | Na vrchu Libáň |
| Lípy u sochy sv. Prokopa v Libošovicích |                     | Libošovice 50°29′26″ s. š., 15°9′47″ v. d.               | lípa malolistá (4)                                                                           | 296 | 101518 Q12034735 | Kategorie „Lípy v Libošovicích“ na Wikimedia Commons                 | Čtyři památné lípy na návsi u sochy sv. Prokopa, vysazeny roku 1848. Kolem vede modře značená turistická trasa a cyklotrasa 4010.                                                                 |
| Markvartické lípy †                     |                     | Markvartice u Sobotky 50°25′50″ s. š., 15°11′49″ v. d.   | lípa malolistá (2)                                                                           | | 104961 Q26779277 |                                                                      | Dva památné stromy v obci u kostela sv. Jiljí. Dne 8. února 2021 došlo k vyvrácení jedné lípy. Druhý strom je silně degradovaný dřevokaznými houbami. Ochrana stromů byla zrušena 10. února 2021. |
| Žižkovy duby                            |                     | Miletín 50°23′54″ s. š., 15°39′37″ v. d.                 | dub letní (2)                                                                                | | 101526 Q26779264 | Kategorie „Žižkovy duby v Miletíně“ na Wikimedia Commons             | Na pravé straně polní cesty vedoucí k Miletínské bažantnici; 23.7.2009 při vichřici zcela zničeny, ulomeny koruny                                                                                 |
| Tis na Rovni                            |                     | Mladějov 50°29′46″ s. š., 15°11′55″ v. d.                | tis červený                                                                                  | 285 | 105899 Q26790516 |                                                                      | V obci na dvoře u čp. 29 |
| Stromy v Nepřívěci na návsi             |                     | Nepřívěc 50°29′4″ s. š., 15°10′12″ v. d.                 | jírovec maďal (6) lípa malolistá (16)                                                        | | 101517 Q26779280 |                                                                      | V obci na návsi |
| Ohavečská lípa                          |                     | Ohaveč 50°26′47″ s. š., 15°18′27″ v. d.                  | lípa                                                                                         | 342 | 105616 Q26790187 |                                                                      | V obci u místní komunikace |
| Stříbrná lípa v Osenicích               |                     | Osenice 50°22′15″ s. š., 15°9′36″ v. d.                  | lípa stříbrná                                                                                | 410 | 105552 Q26790128 |                                                                      | V obci za čp. 53 |
| Jilm †                                  |                     | Pecka                                                    | jilm                                                                                         | | 104947           |                                                                      | U základní školy v těsné blízkosti garáže; status památného stromu zrušen k 2. červnu 2010 |
| Semtinská lípa †                        |                     | Podkost 50°29′7″ s. š., 15°8′59″ v. d.                   | lípa malolistá                                                                               | 800 | 101525 Q12051378 | Kategorie „Semtínská lípa“ na Wikimedia Commons                      | Vlevo od silnice z Libošovic do Podkosti. Vysazena kolem roku 1700;27.5.2000 spadla při vichřici – zrušovací rozhodnutí nedoručeno                                                                |
| Roškopovská babyka                      |                     | Roškopov 50°31′20″ s. š., 15°28′42″ v. d.                | javor babyka                                                                                 | 292 | 104805 Q26789410 | Kategorie „Roškopovská babyka“ na Wikimedia Commons                  | Na louce cca 300 m severozápadně od zemědělského střediska v Roškopově |
| Lípy v Malé Lhotě                       |                     | Rytířova Lhota 50°30′23″ s. š., 15°10′1″ v. d.           | lípa malolistá (2)                                                                           | | 101520 Q12034738 |                                                                      | Dva stromy v obci na návsi |
| Žižkovy lípy                            |                     | Sobčice 50°22′30″ s. š., 15°31′7″ v. d.                  | lípa velkolistá (1) lípa malolistá † (1)                                                     | | 101524 Q10296107 | Kategorie „Žižkovy lípy (Sobčice)“ na Wikimedia Commons              | V obci, cca 70m od železniční stanice; mezi lípami je socha sv. Jana Nepomuckého, zrušena ochrana jedné ze dvou lip                                                                               |
| Dub pod Humprechtem                     | Dub pod Humprechtem | Sobotka 50°28′18″ s. š., 15°9′59″ v. d.                  | dub letní                                                                                    | 610 | 105930 Q26790545 |                                                                      | V lesoparku v blízkosti loveckého zámečku Humprecht |
| Habr Na horách †                        |                     | Staré Hrady 50°23′2″ s. š., 15°13′27″ v. d.              | habr obecný                                                                                  | | 104935 Q12033439 |                                                                      | Mezi smrkoborovou výsadbou cca 2 km od Libáně, v lokalite "Na horách". Ochrana stromu zrušena 06. března 2024.                                                                                    |
| Jírovce Staré Hrady                     |                     | Staré Hrady 50°23′30″ s. š., 15°12′ v. d.                | jírovec maďal (2)                                                                            | | 104939 Q26779276 | Kategorie „Jírovce Staré Hrady“ na Wikimedia Commons                 | Dva památné stromy na pravé straně silnice Libáň-Zelená Lhota, v poli u bývalého pomníku |
| Sedlišťský dub                          |                     | Staré Hrady 50°23′28″ s. š., 15°13′21″ v. d.             | dub letní                                                                                    | 404 | 105067 Q26789650 |                                                                      | Cca 20 m od okraje lesa u obce Sedliště |
| Stará lípa                              |                     | Staré Hrady 50°23′8″ s. š., 15°12′44″ v. d.              | lípa velkolistá                                                                              | | 104937 Q26789554 |                                                                      | U zámku před bývalým hostincem a čp. 18. |
| Staré lípy                              |                     | Staré Hrady 50°23′9″ s. š., 15°12′47″ v. d.              | lípa malolistá (2)                                                                           | 342 | 104938 Q26779273 |                                                                      | U zámku před bývalým hostincem; v r. 2002 po zásahu bleskem rozlomena, skácena jedna ze dvou lip – zrušovací rozhodnutí nedoručeno                                                                |
| Jasan ztepilý                           |                     | Svatojanský Újezd 50°25′40″ s. š., 15°32′27″ v. d.       | jasan ztepilý                                                                                | 333 | 104957 Q26789570 |                                                                      | V severovýchodním konci obce na rozhraní místní komunikace |
| Předslavská lípa                        |                     | Ústí u Staré Paky 50°31′9″ s. š., 15°27′20″ v. d.        | lípa velkolistá                                                                              | | 104956 Q12047956 |                                                                      | Po pravé straně silnice na mírném svahu vedle dřevěné budovy, v prostoru zaniklé tvrze |
| Jasan americký                          |                     | Velešice 50°19′15″ s. š., 15°25′50″ v. d.                | jasan americký                                                                               | | 104951 Q26789565 | Kategorie „Fraxinus americana in Velešice“ na Wikimedia Commons      | U kostela Nanebevzetí Panny Marie ve Velešicích |
| Velešická lípa                          |                     | Velešice 50°19′16″ s. š., 15°25′52″ v. d.                | lípa malolistá                                                                               | 478 | 104953 Q26789567 | Kategorie „Velešická lípa“ na Wikimedia Commons                      | U kostela Nanebevzetí Panny Marie ve Velešicích |
| Stromy na návsi ve Vesci                |                     | Vesec u Sobotky 50°28′49″ s. š., 15°9′18″ v. d.          | lípa velkolistá (2) topol bílý (2) jírovec maďal (1) jerlín japonský (1) lípa malolistá (12) | | 101519 Q26779268 |                                                                      | V obci na návsi; při vichřici 1 strom vyvrácen – zrušovací rozhodnutí nedoručeno (v současné době je tu 17 památných stromů)                                                                      |
| Lípa srdčitá                            |                     | Vidonice 50°28′37″ s. š., 15°37′56″ v. d.                | lípa malolistá                                                                               | | 104955 Q26789569 |                                                                      | Na okraji panelové cesty k objektu masné výroby |
| Dub v Zámostí na návsi                  |                     | Zámostí 50°28′17″ s. š., 15°15′13″ v. d.                 | dub letní                                                                                    | 445 | 104799 Q26789409 | Kategorie „Dub v Zámostí na návsi“ na Wikimedia Commons              | V zahradě u čp. 5 na návsi na dohled od cyklistické trasy 14. |
| Morávkův buk                            |                     | Zboží u Nové Paky 50°29′5″ s. š., 15°26′47″ v. d.        | buk lesní                                                                                    | 402 | 104725 Q26789356 | Kategorie „Morávkův buk“ na Wikimedia Commons                        | Na lesním pozemku na skalnatém ostrohu nad pramenem Tužínského potoka |
| Křižánské Lípy                          |                     | Zelenecká Lhota 50°24′10″ s. š., 15°9′12″ v. d.          | lípa malolistá                                                                               | | 105934 Q26779270 | Kategorie „Křižánské Lípy“ na Wikimedia Commons                      | V lesním porostu u památného kříže u modře značené turistické trasy. |
| Lípa v Želejově                         |                     | Želejov 50°25′51″ s. š., 15°39′44″ v. d.                 | lípa velkolistá                                                                              | | 104936 Q26789553 | Kategorie „Lípa v Želejově“ na Wikimedia Commons                     | Na návsi obce Borek, v části Želejov |